# Residuensatz
Der Residuensatz ist ein wichtiger Satz der Funktionentheorie, eines Teilgebietes der Mathematik. Er stellt eine Verallgemeinerung des cauchyschen Integralsatzes und der cauchyschen Integralformel dar. Seine Bedeutung liegt nicht nur in den weitreichenden Folgen innerhalb der Funktionentheorie, sondern auch in der Berechnung von Integralen über reelle Funktionen.
Er besagt, dass das Kurvenintegral längs einer geschlossenen Kurve über eine bis auf isolierte Singularitäten holomorphe Funktion lediglich vom Residuum in den Singularitäten im Innern der Kurve und der Umlaufzahl der Kurve um diese Singularitäten abhängt. Anstelle eines Kurvenintegrals muss man also nur Residuen und Umlaufzahlen berechnen, was in vielen Fällen einfacher ist.

## Satz
Sei {\displaystyle D\subseteq \mathbb {C} } ein Elementargebiet, also ein einfach zusammenhängendes Gebiet in der komplexen Zahlenebene. Sei weiterhin {\displaystyle f} eine bis auf eine Ausnahmemenge {\displaystyle D_{f}} isoliert liegender Singularitäten in {\displaystyle D} definierte holomorphe Funktion, {\displaystyle I} ein reelles Intervall und {\displaystyle \Gamma \colon I\to D\setminus D_{f}} ein geschlossener Weg in {\displaystyle D\setminus D_{f}}. Dann gilt für das komplexe Wegintegral
{\displaystyle {\frac {1}{2\pi \mathrm {i} }}\int _{\Gamma }f=\sum _{a\in D_{f}}\operatorname {ind} _{\Gamma }(a)\operatorname {Res} _{a}f},
wobei {\displaystyle \operatorname {ind_{\Gamma }} (a)} die Umlaufzahl von {\displaystyle \Gamma } in Bezug auf {\displaystyle a} und {\displaystyle \operatorname {Res} _{a}f} das Residuum von {\displaystyle f} in {\displaystyle a} ist.

## Bemerkungen
- Die Summe auf der rechten Seite ist stets endlich, denn das von {\displaystyle \Gamma } umschlossene (einfach zusammenhängende) Gebiet {\displaystyle \operatorname {Int} \,\Gamma } ist relativ kompakt in {\displaystyle D} und somit beschränkt. Weil {\displaystyle D_{f}} in {\displaystyle D} keine Häufungspunkte hat, ist {\displaystyle \operatorname {Int} \,\Gamma \cap D_{f}} endlich, und nur dies sind die Punkte, die zu der Summe beitragen, denn für alle anderen verschwindet die Windungszahl oder das Residuum.
- Handelt es sich bei den Punkten in {\displaystyle D_{f}} um hebbare Singularitäten, verschwindet das Residuum in diesen Punkten, dann erhält man den Integralsatz von Cauchy
{\displaystyle \int _{\Gamma }\,f=0}.
- Ist {\displaystyle f} auf {\displaystyle D} holomorph und {\displaystyle z\in D}, hat {\displaystyle \textstyle \zeta \mapsto {\frac {f(\zeta )}{\zeta -z}}} einen Pol erster Ordnung in {\displaystyle z} mit Residuum {\displaystyle f(z)} dann erhält man die Integralformel von Cauchy
{\displaystyle {\frac {1}{2\pi \mathrm {i} }}\int _{\Gamma }{\frac {f(\zeta )}{\zeta -z}}\mathrm {d} \zeta =\operatorname {ind} _{\Gamma }(z)f(z).}

## Null- und Polstellen zählendes Integral
Ist {\displaystyle f\not \equiv 0} auf {\displaystyle D} meromorph mit der Nullstellenmenge {\displaystyle N}, der Polstellenmenge {\displaystyle P} und {\displaystyle \operatorname {Spur} \,\Gamma \cap \left(N\cup P\right)=\emptyset }, dann folgt mit dem Residuensatz:
{\displaystyle {\frac {1}{2\pi \mathrm {i} }}\int _{\Gamma }{\frac {f'}{f}}=\sum \limits _{a\in N\cup P}\operatorname {ind} _{\Gamma }(a)\operatorname {ord} _{a}f}
Dabei bezeichnet
{\displaystyle \operatorname {ord} _{a}f:={\begin{cases}k,&{\mbox{falls }}f{\mbox{ in }}a{\mbox{ eine Nullstelle }}k{\mbox{-ter Ordnung hat}}\\-k,&{\mbox{falls }}f{\mbox{ in }}a{\mbox{ eine Polstelle }}k{\mbox{-ter Ordnung hat}}\\0,&{\mbox{sonst}}\end{cases}}}
die Null- bzw. Polstellenordnung von {\displaystyle f} in {\displaystyle a}. Mit der Rechenregel des Residuums für die logarithmische Ableitung gilt
{\displaystyle \operatorname {ord} _{a}f=\operatorname {Res} _{a}{\frac {f'(z)}{f(z)}}}.

## Anwendungsbeispiele
Mit dem Residuensatz kann man reelle Integrale mit unendlichen Integrationsgrenzen berechnen. Dazu führt man in der komplexen Ebene eine geschlossene Kurve ein, die die reellen Integrationsgrenzen überdeckt; das Integral über den übrigen Teil der Kurve ist meist so konstruiert, dass es nach dem Grenzübergang verschwindet. Die komplexe Ebene wird dabei durch einen Punkt im Unendlichen ergänzt (Riemannsche Zahlenkugel). Dieses Berechnungsverfahren für uneigentliche reelle Integrale wird in der theoretischen Physik oft als „Methode der Residuen“ bezeichnet.

### Gebrochenrationale Funktionen

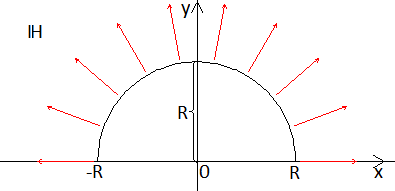
Das Integral über die Halbkreislinie verschwindet für, es bleibt das Integral über die reelle Achse.

Ist {\displaystyle f={\tfrac {p}{q}}} Quotient zweier Polynome mit {\displaystyle \deg \,p+2\leq \deg \,q} und {\displaystyle q(z)\neq 0} für alle {\displaystyle z\in \mathbb {R} }, ist
{\displaystyle \int _{-\infty }^{\infty }f(z)\mathrm {d} z=2\pi \mathrm {i} \sum _{a\in \mathbb {H} }\operatorname {Res} _{a}f(z)},
wobei {\displaystyle \mathbb {H} :=\{z\in \mathbb {C} :\operatorname {Im} z>0\}} die obere Halbebene ist, denn man kann mit {\displaystyle \alpha \colon [0,\pi ]\to \mathbb {C} }, {\displaystyle t\mapsto Re^{\mathrm {i} t}} für ein großes {\displaystyle R\in \mathbb {R} }, über den geschlossenen Halbkreis {\displaystyle \Gamma :=[-R,R]\oplus \alpha } integrieren und den Grenzübergang {\displaystyle R\rightarrow \infty } vollziehen. Wegen {\displaystyle \left|{\tfrac {p(z)}{q(z)}}\right|\leq {\tfrac {c_{p}|z|^{\deg \,p}}{c_{q}|z|^{\deg \,q}}}\leq {\tfrac {c}{|z|^{2}}}} für großes {\displaystyle |z|} und Konstanten {\displaystyle c,c_{p},c_{q}\in \mathbb {R} } folgt mit der Standardabschätzung für Kurvenintegrale
{\displaystyle \left|\int _{\alpha }f\right|\leq L(\alpha )\cdot \max _{\zeta \in \operatorname {im} \alpha }\left|f(\zeta )\right|\leq \pi R\cdot {\frac {c}{R^{2}}}\rightarrow 0\,(R\rightarrow \infty )},
also gilt {\displaystyle \textstyle \int _{\Gamma }f\rightarrow \int _{-\infty }^{\infty }f(z)\mathrm {d} z\,(R\rightarrow \infty )} und wegen der obigen Abschätzung existiert letzteres Integral auch. Mit dem Residuensatz folgt die Berechnungsformel.
Beispiel: Sei {\displaystyle f\colon \mathbb {C} \setminus \{\pm \mathrm {i} \}\to \mathbb {C} }, {\displaystyle z\mapsto {\tfrac {1}{z^{2}+1}}} mit Polen 1. Ordnung in {\displaystyle \pm \mathrm {i} }. Dann ist {\displaystyle \operatorname {Res} _{\mathrm {i} }f(z)={\tfrac {1}{2\mathrm {i} }}}, und damit {\displaystyle \textstyle \int _{-\infty }^{\infty }f(z)\mathrm {d} z=2\pi \mathrm {i} \cdot {\tfrac {1}{2\mathrm {i} }}=\pi }.

### Gebrochenrationale Funktionen mit Exponentialfunktion

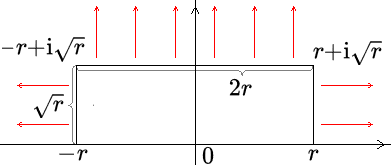
Das Integral über die drei oberen Rechteckseiten verschwindet für, es bleibt das Integral über die reelle Achse.

{\displaystyle P} und {\displaystyle Q} seien Polynome mit {\displaystyle \deg(P)+1\leq \deg(Q)}, das Polynom {\displaystyle Q} besitze keine reellen Nullstellen und die Nullstellen {\displaystyle a_{1},\ldots ,a_{k}} in der oberen komplexen Halbebene. Dann gilt für jedes {\displaystyle \alpha >0}
{\displaystyle \int _{-\infty }^{\infty }{\frac {P(x)}{Q(x)}}\exp(i\alpha x)\mathrm {d} x=2\pi \mathrm {i} \sum _{i=1}^{k}\operatorname {Res} _{a_{i}}f(z)}
mit {\displaystyle f(z):={\frac {P(z)}{Q(z)}}\exp(i\alpha z)}.
Wie oben definiert man auch hier einen geschlossenen Weg {\displaystyle \Gamma }, der aus dem geradlinigen Weg von {\displaystyle -r} nach {\displaystyle r} besteht, aber statt des Halbkreises verwendet man das darüber errichtete Rechteck mit Höhe {\displaystyle {\sqrt {r}}}, das gegen den Uhrzeigersinn durchlaufen wird. Die Funktion {\displaystyle z\mapsto {\tfrac {P(z)}{Q(z)}}} kann nach Voraussetzung gegen eine Konstante {\displaystyle C} mal {\displaystyle {\tfrac {1}{|z|}}} abgeschätzt werden. Die Integrale über den vertikalen Strecken sind dann mittels Standardabschätzung {\displaystyle \leq C{\tfrac {1}{\sqrt {r}}}}, was gegen Null geht. Für die obere horizontale Seite ist {\displaystyle \operatorname {Im} (z)={\sqrt {r}}} und damit {\displaystyle |\exp(i\alpha z)|=\exp(-\alpha {\sqrt {r}})}. Das Integral über diese Rechtecksseite ist dann mittels Standardabschätzung {\displaystyle \leq 2C{\sqrt {r}}\exp(-\alpha {\sqrt {r}})}. Damit folgt, dass das Integral über den gesamten oberen Teil des Rechtecks für {\displaystyle r\to \infty } gegen Null konvergiert und man erhält die Behauptung.
Beispiel:
Betrachte die Funktion {\displaystyle {\frac {x\exp {(2ix)}}{x^{2}+1}}}. Sie erfüllt alle oben genannten Bedingungen: Das Polynom im Nenner hat als Nullstellen nur {\displaystyle \pm i} und damit keine auf der reellen Achse. Demnach gilt:
{\displaystyle \int _{-\infty }^{\infty }{\frac {x\exp {2ix}}{(x+i)(x-i)}}\mathrm {d} x=2\pi \mathrm {i} \operatorname {Res} _{i}f(z)=i\pi \exp {(-2)}}

### Gebrochenrationale Funktion mit einem nichtganzzahligen Term
Sind {\displaystyle P} und {\displaystyle Q} Polynome, für die {\displaystyle \deg \,Q>\deg \,P+\lambda } gilt, wobei {\displaystyle \lambda \in \mathbb {R} ^{+}\backslash \mathbb {Z} } gilt, {\displaystyle Q} habe keine Nullstellen in {\displaystyle \mathbb {R} ^{+}} und {\displaystyle P/Q} keine Nullstelle in der Null. Dann gilt
{\displaystyle \int _{0}^{\infty }x^{\lambda -1}{\frac {P(x)}{Q(x)}}\mathrm {d} x={\frac {\pi }{\sin {(\lambda \pi )}}}\sum _{p\in \mathbb {C} \backslash \mathbb {R^{+}} }\operatorname {Res} _{p}(-z)^{\lambda -1}{\frac {P(z)}{Q(z)}}}
Beispiel: Ist {\displaystyle f(x)={\frac {x^{3/2-1}}{x^{2}+1}}}, so ist {\displaystyle \lambda =3/2}, die Funktion besitzt die Pole {\displaystyle \pm i} und alle weiteren Anforderungen sind auch erfüllt. Es ist demnach {\displaystyle \operatorname {Res} _{\pm i}f(z)={\frac {(\mp i)^{1/2}}{\pm 2i}}}. Somit gilt
{\displaystyle \int _{0}^{\infty }{\frac {\sqrt {x}}{1+x^{2}}}\mathrm {d} x=-\pi \left({\frac {\sqrt {-i}}{2i}}+{\frac {\sqrt {i}}{-2i}}\right)={\frac {\pi }{\sqrt {2}}}}

### Trigonometrische Funktionen
Ist {\displaystyle r={\tfrac {p}{q}}} Quotient zweier Polynome mit {\displaystyle q(x,y)\neq 0} für alle {\displaystyle x,y\in \mathbb {R} } mit {\displaystyle x^{2}+y^{2}=1}. Dann gilt
{\displaystyle {\begin{aligned}\int _{0}^{2\pi }r(\cos t,\sin t)\mathrm {d} t&=\int _{0}^{2\pi }r\left({\frac {e^{\mathrm {i} t}+e^{-\mathrm {i} t}}{2}},{\frac {e^{\mathrm {i} t}-e^{-\mathrm {i} t}}{2\mathrm {i} }}\right)\mathrm {d} t\\&=\int _{\partial \mathbb {E} }{\frac {1}{\mathrm {i} z}}\cdot r\left({\frac {z+{\frac {1}{z}}}{2}},{\frac {z-{\frac {1}{z}}}{2\mathrm {i} }}\right)\mathrm {d} {z}\\&=2\pi \sum _{a\in \mathbb {E} }\operatorname {Res} _{a}\left({\frac {1}{z}}\cdot r\left({\frac {z+{\frac {1}{z}}}{2}},{\frac {z-{\frac {1}{z}}}{2\mathrm {i} }}\right)\right),\end{aligned}}}
wobei {\displaystyle \mathbb {E} :=\{z\in \mathbb {C} :|z|<1\}} die Einheitskreisscheibe ist. Denn die Windungszahl der Einheitskreislinie ist im Innern des Einheitskreises {\displaystyle 1}, und nach Voraussetzung liegen keine Singularitäten auf der Einheitskreislinie. Theoretisch lassen sich solche Integrale auch mittels der Weierstraß-Substitution lösen, diese ist aber meist aufwendiger. Sind die Intervallgrenzen des zu berechnenden Integrals nicht genau {\displaystyle 2\pi } und {\displaystyle 0}, so lässt sich dies mittels einer linearen Substitution oder durch Symmetrieargumente erreichen.
Beispiel: Es gilt
{\displaystyle \int _{0}^{2\pi }{\frac {\mathrm {d} t}{2+\sin t}}=2\int _{\partial \mathbb {E} }{\frac {\mathrm {d} z}{z^{2}+4\mathrm {i} z-1}}=4\pi \mathrm {i} \cdot {\frac {1}{2{\sqrt {3}}\mathrm {i} }}={\frac {2\pi }{\sqrt {3}}}},
denn {\displaystyle f\colon \mathbb {C} \to \mathbb {C} ,\ z\mapsto {\tfrac {1}{z^{2}+4\mathrm {i} z-1}}} hat in {\displaystyle \left(-2\pm {\sqrt {3}}\right)\mathrm {i} } Pole 1. Ordnung, aber nur der Pol bei {\displaystyle \left(-2+{\sqrt {3}}\right)\mathrm {i} } liegt in {\displaystyle \mathbb {E} }, und dort hat {\displaystyle f} das Residuum {\displaystyle {\tfrac {1}{2{\sqrt {3}}\mathrm {i} }}}.

### Fourier-Transformierte
Gegeben sei eine Funktion {\displaystyle f\in C^{\infty }(\mathbb {R} )\cap L^{1}(\mathbb {R} )}. Ferner gebe es Punkte {\displaystyle a_{1},\dotsc ,a_{k}\in \mathbb {H} } mit {\displaystyle f\in \mathbb {O} (\{z,\operatorname {Im} z>-\varepsilon \}\cap \{a_{1},\dotsc ,a_{k}\})}, wobei {\displaystyle \varepsilon >0} sei. Gibt es dann zwei Zahlen {\displaystyle C,\delta >0} mit
{\displaystyle \left|f(z)\right|\leq C\left|z\right|^{-1-\delta }} für große {\displaystyle \left|z\right|}, so gilt für alle {\displaystyle x>0} die Formel
{\displaystyle \int _{-\infty }^{\infty }f(y)e^{\mathrm {i} xy}\mathrm {d} y=2\pi \mathrm {i} \sum _{a\in \mathbb {H} }\operatorname {Res} _{a}(f(z)e^{\mathrm {i} xz}).}
Die gleiche Formel gilt für {\displaystyle x<0}. Mit Hilfe dieser Methode können komplizierte Fourier-Integrale berechnet werden. Der Beweis erfolgt wie oben durch Zerlegung des Integrationswegs in den Teil auf der reellen Achse und den Teil in der oberen Halbebene. Danach wird wieder der Grenzwert betrachtet und das Integral über die Kurve in der oberen Halbebene verschwindet aufgrund des Lemmas von Jordan.

## Der Residuensatz für Riemannsche Flächen
Der Residuensatz lässt sich auf kompakte riemannsche Flächen verallgemeinern. Für eine meromorphe 1-Form auf einer solchen Fläche gilt, dass die Summe der Residuen gleich null ist.
Als Folgerung ergibt sich damit der zweite Satz von Liouville über elliptische Funktionen.